# گرگ دیمن
گرگ دیمن (انگلیسی: Greg Dayman؛ زادهٔ ۲۱ فوریهٔ ۱۹۴۷) بازیکن هاکی روی چمن اهل نیوزیلند بود.